# Panda (strip)
Panda is een Nederlandse stripreeks geschreven en getekend door Marten Toonder en de medewerkers van de Toonder Studio's. De hoofdpersoon is een antropomorfe panda met de naam "Panda" die allerlei avonturen beleeft.
Deze verhalen, met zwart-witte tekeningen, stonden gedurende 45 jaar, van 1946 tot en met 1991 onafgebroken in vele Nederlandse en buitenlandse kranten of tijdschriften, tot in Australië aan toe. Panda had meer kranten-stripverhalen dan Tom Poes, en ging nog vijf jaar door nadat Tom Poes beëindigd was. Panda is met 13.819 afleveringen de langstlopende stripreeks in Nederland. Tot 1977 waren het tekststrips met de teksten er onder. Daarna waren het ballonstrips.

## Beschrijving
"Ga de wijde wereld in, zoek een nette betrekking, wees vriendelijk, vlijtig en eerlijk en zie dat je een goed vak leert, dan kun je het ver brengen", was de goede raad die zijn vader hem mee gaf, toen Panda met slechts één rijksdaalder op zak de wereld introk. Maar dat is moeilijk, want het is een harde wereld. De goudeerlijke, brave Panda ontdekt dit keer op keer. Er is steeds weer een onbetrouwbare figuur die misbruik van hem maakt. Één van die figuren is Joris Goedbloed (ook wel de Markies van Malpertuis), met welke bedrieglijke, zogenaamd adellijke heer de slimme Panda vele avonturen beleeft.
Er waren veel overeenkomsten met stripreeks van Tom Poes. Het was ook een antropomorfe fantasiewereld, en ook Panda had een bediende, Jeremias Jollipop, die veel op de bediende Joost van Heer Bommel leek.
Een opvallend verschil met Tom Poes is dat in circa 90 Panda-titels het woord "meester" zit, terwijl er bij Tom Poes maar twee titels zijn met "meester" er in. (1 bij de tekststrips, en 1 bij de ballonstrips) Maar in de verhalen wordt de term niet gebruikt. Zo roept Joris Goedbloed niet "ik ben de meester-kluizenaar!"; de "meester-magiër" heet in het verhaal Plutanus, en de "meester-knutselaar" heet Knutseleer. Of het valt wel tegen met dat meesterschap; de "meester-knutselaar" bijvoorbeeld maakt allemaal ondeugdelijke apparaten.
Joris Goedbloed komt in beide reeksen voor. Joris Goedbloed's zucht naar rijkdom brengt hem steeds in grote problemen, maar als sluwe vos weet hij toch altijd te ontsnappen. Hij is een fanatieke oplichter en gauwdief, maar hij heeft toch een zwak plekje voor Panda, en zal hem daarom als het nodig is toch redden. Verder zijn er minder "vaste" personages dan bij Tom Poes.
In een aantal verhalen zitten overeenkomsten met de bekende verhalen over Van den vos Reynaerde; in de eerste plaats natuurlijk vanwege de vos Joris Goedbloed. Het eerste verhaal, Panda en de meesterdief, lijkt er het meest op; net als bij Reynaert komen er een vos, wolf, beer, leeuw, en een haas in voor. En Malpertuis is de burcht van Reynaert. De vos Joris is dus een soort nazaat van de vos Reynaert, of hij doet zich (graag) als zodanig voor. Ook in de verhalen de meester-edelman en de meester-gemaskerde zitten overeenkomsten.
In het 20e verhaal, Panda en de meester bediende, komt bediende Jollipop er pas bij, en pas in het 22e verhaal, Panda en de geheimzinnige kluizenaar, betrekt Panda Huize Hobbeldonk op het landgoed wat hij dan koopt.

## Verhalen, albums en boeken
Er zijn in totaal 194 verhalen van Panda verschenen, plus zes niet-reguliere, korte verhaaltjes. Zij werden eerst gepubliceerd in verschillende Nederlandse kranten. De reeks is grotendeels geschreven en getekend door medewerkers van de Toonder Studio's, maar is steeds gepubliceerd onder de naam van Marten Toonder.
De meeste verhalen zijn uitsluitend in de krant gepubliceerd. Er zijn bij verschillende uitgevers echter diverse in totaal zo'n 49 boeken of albums uitgegeven, waarbij soms de tekeningen ingekleurd werden en de ondertekst vervangen werd door zij-teksten of tekstballonnen. Bij tekstballonnen houdt dat er in dat er minder ruimte voor de tekst is, en derhalve zijn die teksten dus ook heel anders. Sommige verhalen haalden nooit de krant maar verschenen alleen als boek of album. De tekenstijl evolueerde door de jaren heen; aanvankelijk leek Panda redelijk op een echte kleine reuzenpanda; later werd de gelijkenis minder.
De verhalen werden eerst verzorgd door Marten Toonder, later door striptekenaars van de Toonder Studio's, zoals Dirk Huizinga, Jan Gerhard Toonder, Lo Hartog van Banda en na 1966 enkele keren door Harrie Geelen en verder door Eiso Toonder. Voor het tekenen van de strips zijn veel verschillende medewerkers ingezet, zoals Ben van Voorn, Harry Hargreaves, Dick Matena, Andries Brandt, Fred Julsing, alsmede Jan Steeman en Jan van Haasteren, die soms ook bijdroegen aan het verhaal. Een van de bekendste schrijvers/tekenaars van de verhalen is Piet Wijn (onder andere bekend van de strip Douwe Dabbert). De tekeningen zijn eerst geïnkt door Marten Toonder zelf, Wim Lensen en René Zwartjes en door Richard Klokkers bij een groot aantal verhalen.

## Internationaal succes
Behalve in Nederland zijn de verhalen van Panda ook gepubliceerd in het buitenland: de verhalen verschenen in ruim 30 Duitse kranten en tijdschriften, en verder in kranten in onder andere Engeland, Ierland, Australië, Indonesië, Zuid-Afrika, Curaçao, IJsland, Finland, Noorwegen, Zweden, Denemarken, Frankrijk en België.